# Бібліотека на Пріорці для дітей
Бібліотека на Пріорці для дітей Оболонського району м. Києва.

## Адреса
04114, м. Київ, вулиця Вишгородська, 38.

## Транспорт
Автобуси: 32 — їхати до зупинки «Пріорська», Тролейбуси : 6, 18 — їхати до зупинки «Пріорська», Трамваї: 12, 19
Маршрутні таксі: 219, 159, 525, 181, 227

## Характеристика
Площа приміщення бібліотеки — 303 м², книжковий фонд — понад  20 тис. примірників. Щорічно обслуговує понад 4 тис. користувачів, кількість відвідувань за рік — понад 30 тис., книговидач — 93,0 тис. примірників. Структура: 2 абонементи, 2 читальні зали, екологічний простір «Зелена бібліотека».

## Історія

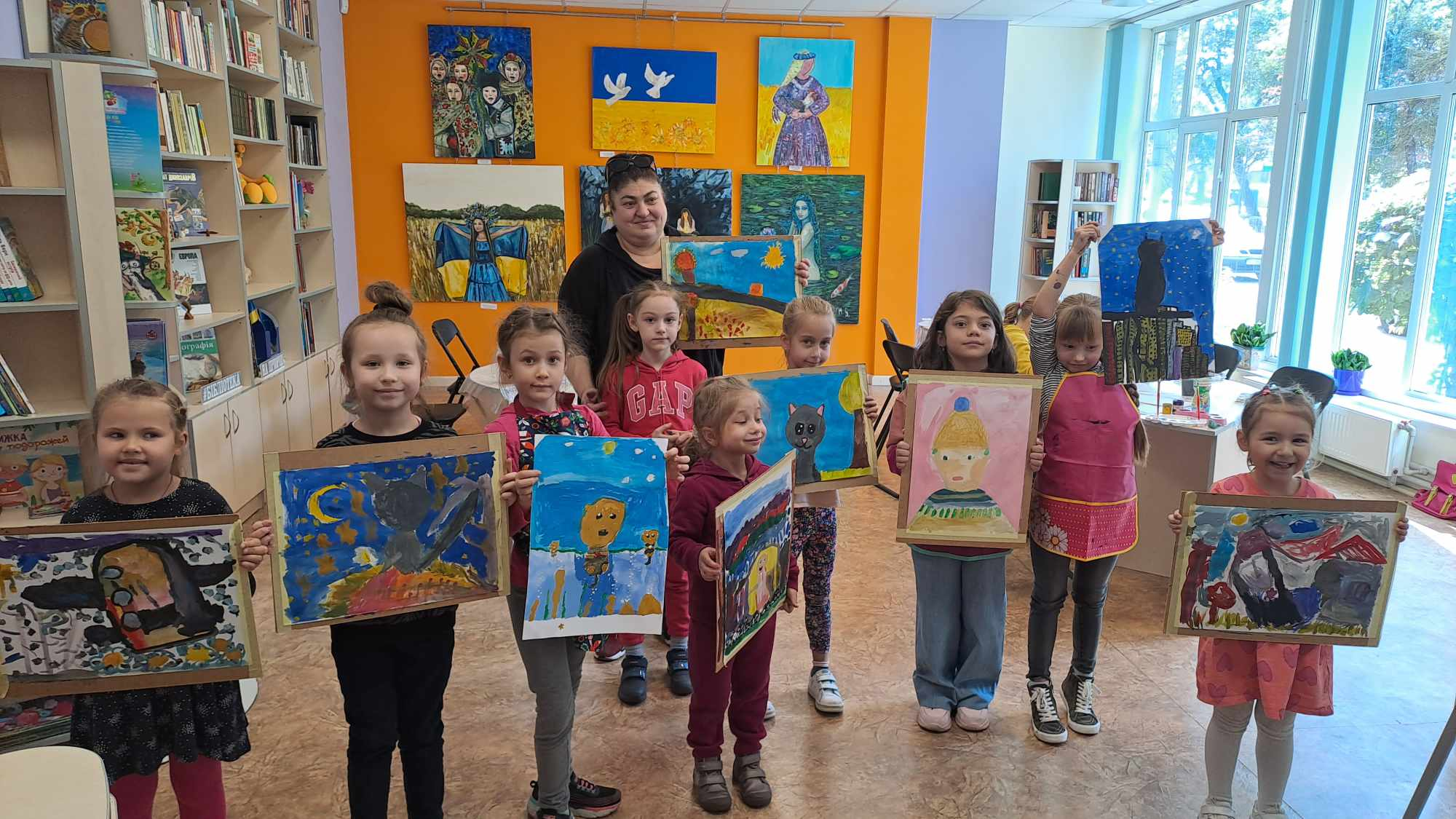
Бібліотека на Пріорці для дітей

Бібліотека відкрилася на Вітряних горах у 1957 році, а з 1972 року переїхала та працює на вулиці Вишгородській, що знаходиться на Пріорці –  мальовничій та історичній місцевості Києва. Саме місцезнаходження нашої книгозбірні і вплинуло на сучасну назву бібліотеки.
У зв'язку зі зверненням громади Оболонського району м. Києва щодо перейменування бібліотеки, Комісія з питань найменувань Київської міської ради в листопаді 2017 року розглянула пропозицію щодо перейменування бібліотеки імені Саші Чекаліна в Оболонському районі на Бібліотеку на Пріорці та доручила Оболонській районній в місті Києві державній адміністрації організувати громадське обговорення з цього питання. 15 квітня 2022 року назву бібліотеки було змінено.
Бібліотека на Пріорці для дітей — сучасний яскравий простір, що  наповнюється таким же яскравим змістом. Сучасні дитячі видання, простір для реалізації творчих здібностей та можливостей та спілкування. У бібліотеці діють різноманітні творчі проекти, щотижневі майстерки, заняття з живопису, розмовний клуб української мови, проекти з психологічної підтримки дітей та дорослих, ляльковий театр, Інтернет-зона для відвідувачів.
Місія бібліотеки — задовольнити потреби сучасної людини, продемонструвати можливості та переваги книгарень, які вже давно перестали бути лише книгозбірнями, а здатні стати місцем втілення мрій і дій. І це не лише книга, а й спілкування, можливість отримання інформації, навиків, дозвілля та відпочинок, а також задоволення потреб та розвитку громади.

## Проєкт «Зелена бібліотека»
В 2019 році спільно з Благодійним фондом «Бібліотечна країна» бібліотека почала реалізацію проєкту «<Зелена бібліотека» з метою створення екологічного освітнього простору в бібліотеці. Проєкт включає модернізацію простору відповідно до вимог екологічного стандарту «Зелений клас», впровадження елементів екологічного управління в роботу бібліотеки, створення просвітницької програми.
Відбуваються постійні зустрічі з читачами, популяризація екологічного способу мислення, цікаві гості, майстер-класи, зокрема наочне сортування сміття, спеціальна ігротека, екскурсійна програма. Основне  спрямування проекту — виховання  дітей, формування відповідних естетичних смаків для того, щоб вони розуміли і вміли бачити красу довкілля, були здатними охороняти та захищати природу.